# 朱奉銓
蜀恭王朱奉銓（1568年—1617年），明朝第十二代蜀王，端王朱宣圻嫡長子。
他在萬曆六年（1578年）受封世子。萬曆四十三年（1615年）襲封蜀王，萬曆四十五年（1617年）薨，後來其子愍王朱至澍就嗣位。